# Жельгощ
Жельгощ (пол. Żelgoszcz) — село в Польщі, у гміні Паженчев Згерського повіту Лодзинського воєводства.